# 燕塘机场
燕塘機場位於中國廣東省廣州市天河區燕塘村附近，建於1911年（清宣統三年），是廣州的第一個機場。機場跑道由一片平坦草地組成，无航空保障设施。
燕塘機場於1912年8月25日馮如墜機死亡後被荒廢，機場遺址後來被建爲中国人民解放军军事体育进修学院（旧称广州解放军体育学院）的一個操場。

## 歷史
1911年，比利時飛行家查理斯·范登堡（Charles Van Den Born，粤音譯云甸邦）受安利洋行之邀請，到廣州進行飛行表演。4月5日，范登堡在燕塘村找到一片开阔的草地，他將這片草地作為機場，並对这片草地进行了修整。
1911年4月8日（農曆三月十日），范登堡駕駛一架「Farman IV双翼机」從這裡起飛。這架飛機成為廣州天空上的第一架飛機，這片草地亦成為了廣州歷史上的第一個機場，史稱燕塘機場。

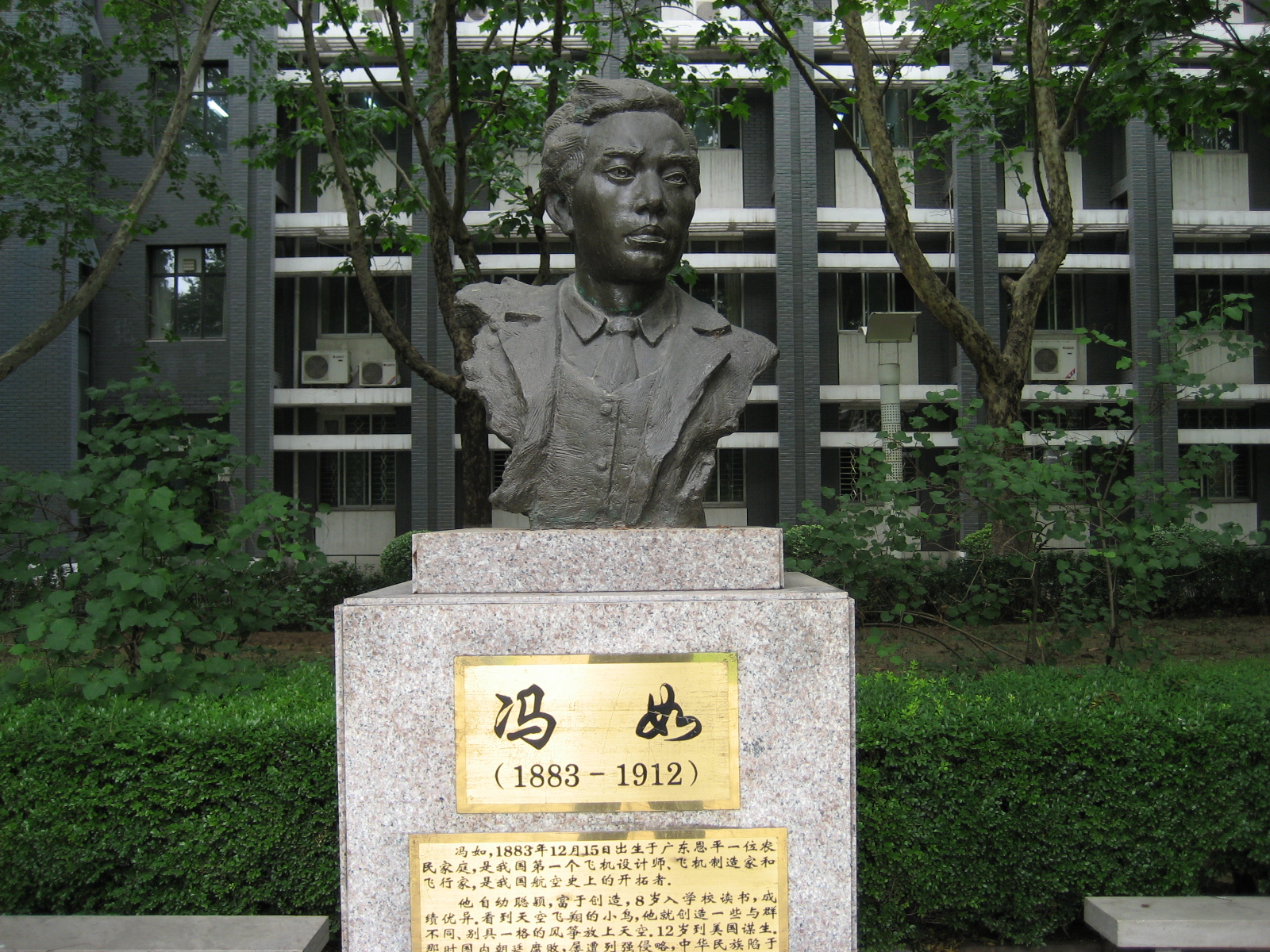
馮如像

1912年8月25日，中国第一位飞机设计师冯如在燕塘機場進行飛行表演，向民眾宣傳革命與航空。當飛機繞瘦狗岭上空飛行一圈繼續爬升時，飛機因操縱系統失靈，突然之間在天空中停頓了一下，之後發動機停止運行，飛機失去動力並急劇往下墜落。馮如嚴重受傷。儘管人們立即將他送往醫院進行搶救，但亦回天乏術，冯如不幸遇難。從此以後，燕塘機場便被荒廢，結束了機場的歷史。
儘管機場的歷史短暫，但由於該次飛行實現了中國人長久以來未能實現的飛行夢想，从而使冯如和燕塘機場成为中国飞行史上重要的一环。但由於時間久遠，已經很少有人知道这个機場曾經的存在。